# Isidor Raphael Pellegrini

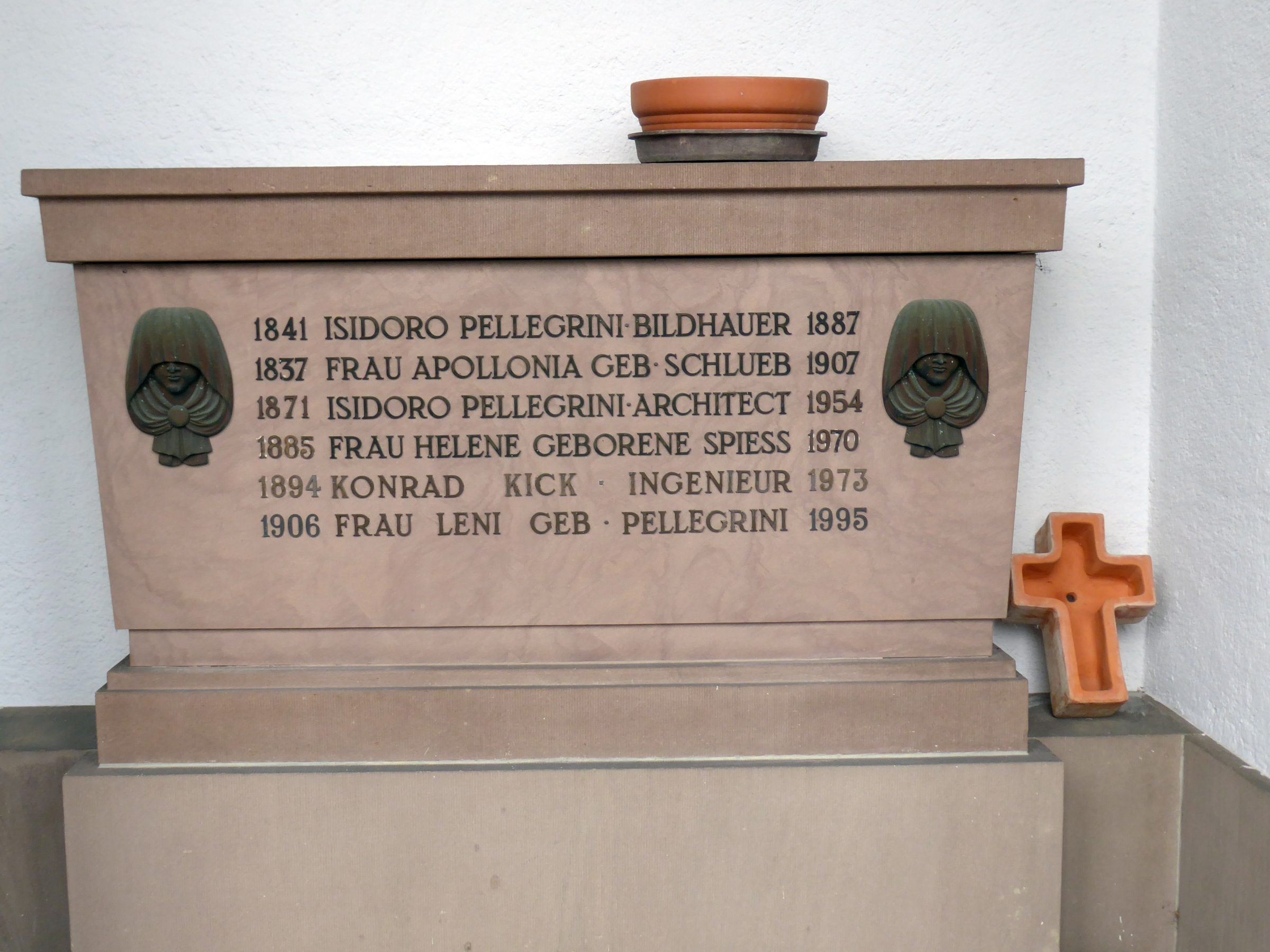
Familiengrab auf dem Friedhof am Hörnli in Riehen

Isidor Raphael Pellegrini (* 6. Januar 1871 in Basel; † 18. September 1954 ebenda; heimatberechtigt in Stabio und Basel) war ein Schweizer Architekt und Bildhauer.

## Leben und Wirken
Isidor Raphael Pellegrini wurde als Sohn des aus dem Tessin stammenden Steinbildhauers Isidor Pellegrini (1841–1887) und der Apollonia, geborene Schlueb (1837–1907), in Basel geboren. Sein jüngerer Bruder war der Maler Alfred Heinrich Pellegrini. Nach dem frühen Tod des Vaters übernahm Isidor Raphael das Bildhauergeschäft. 1896 plante er die Villa für den Textilfabrikanten Ernst Handschin-Spiess in der Rickenbacherstrasse 2 in Gelterkinden, die Fritz Pümpin 1945 erwarb.
Nach dem berühmten Vorbild «Harrender Engel des Gerichts» (Vorbote des Weltgerichts) von Giulio Monteverde auf dem Monumentalfriedhof Staglieno in Genua (weitere Kopie auf dem Frankfurter Hauptfriedhof) schuf er den Marmorengel für das Familiengrab Schetty-Haas / Resch-Haas (ursprünglicher Standort Horburg-Gottesacker) sowie weitere Skulpturen und Grabsteine auf dem Basler Friedhof Wolfgottesacker.

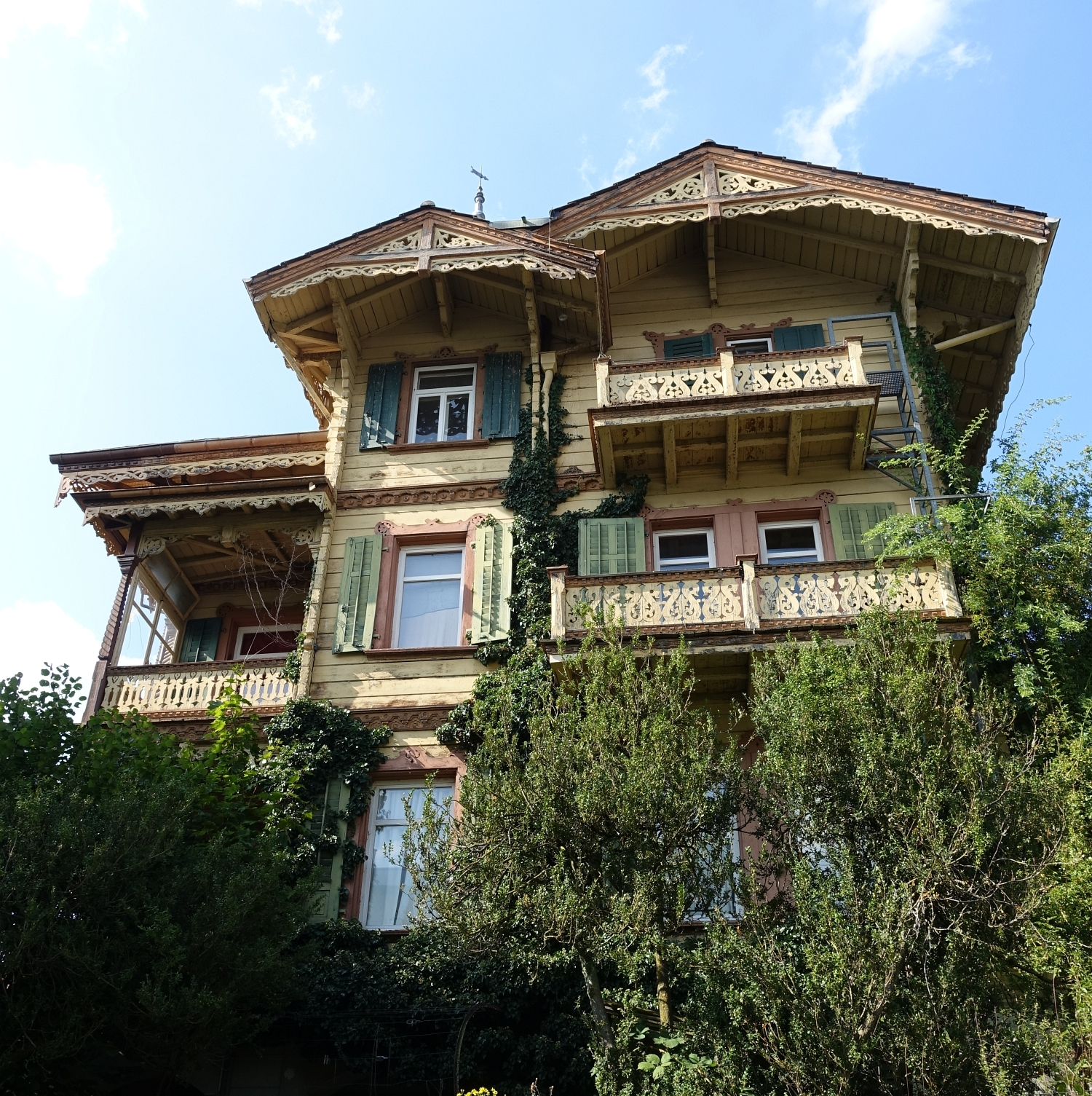
Villa von 1896 in Gelterkinden
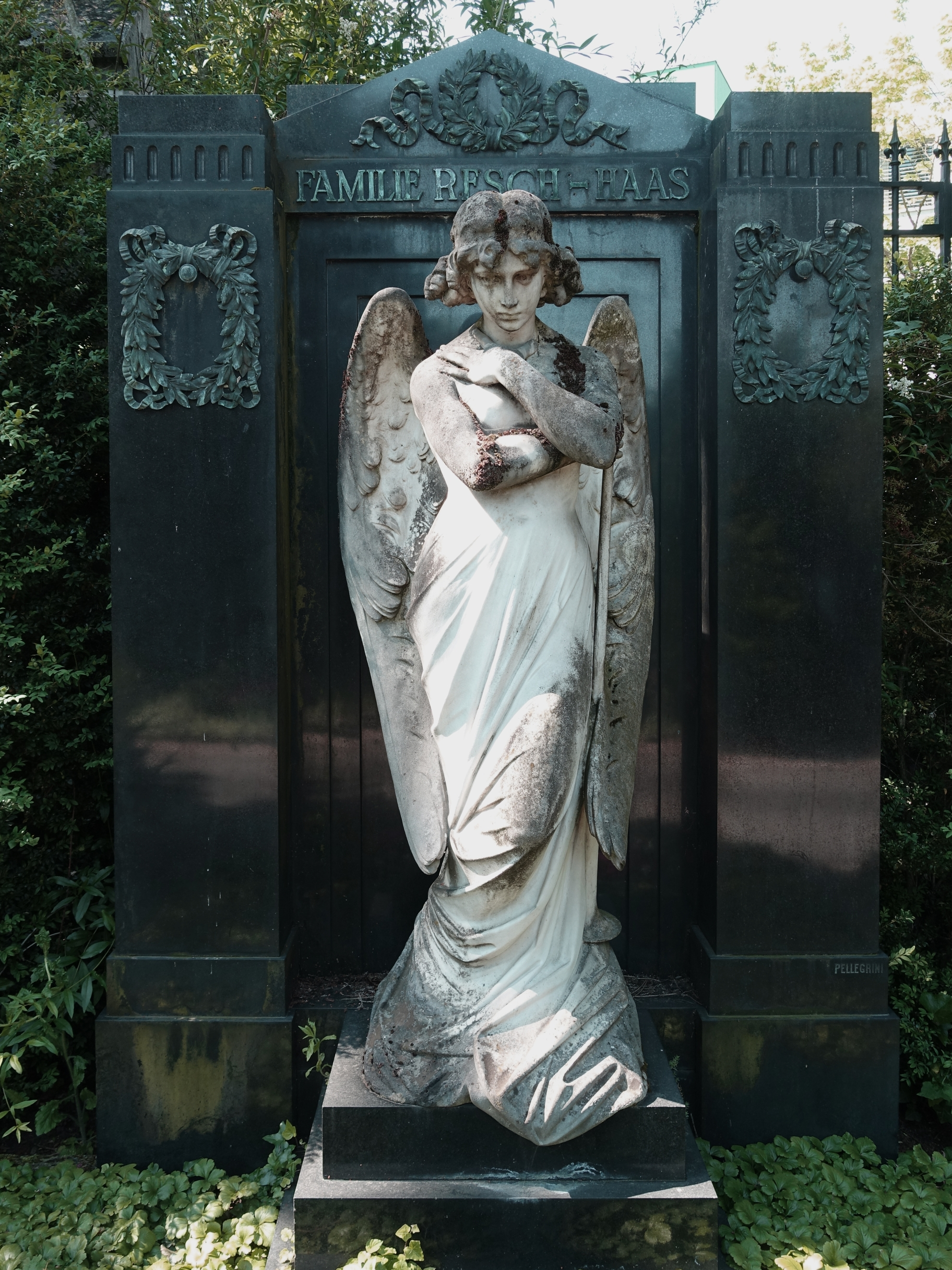
Marmorengel auf dem Friedhof Wolfgottesacker in Basel
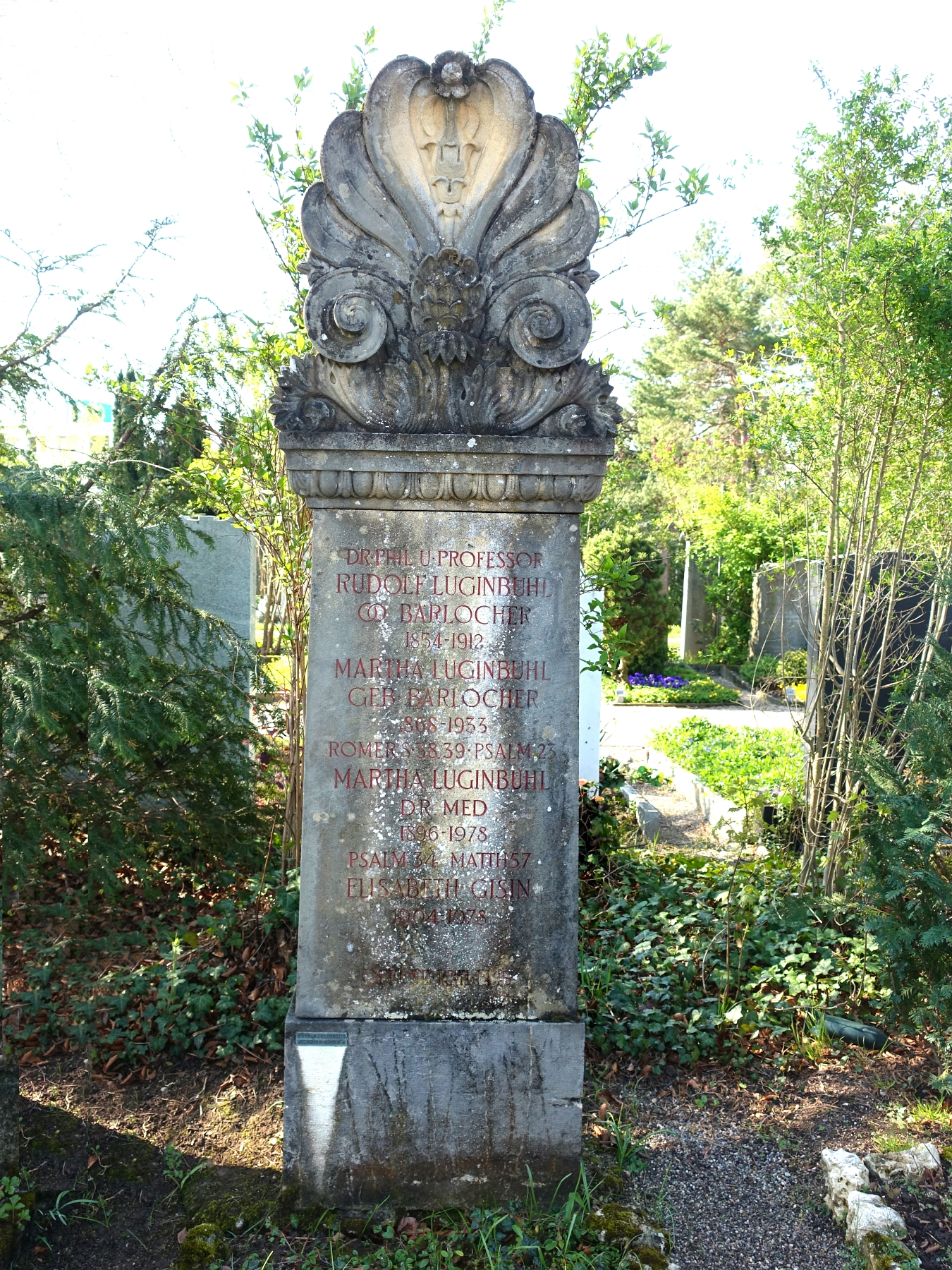
Grab von Rudolf Luginbühl auf dem Friedhof Wolfgottesacker